# 휘닉스중앙
휘닉스중앙은 대한민국의 대규모 기업집단이었다. 1983년 홍진기 전 중앙일보 회장이 설립한 TV 브라운관 부품업체 (주)보광이 전신이며, 1990년 일본 훼미리마트와의 제휴로 편의점 사업 진출, 1995년 휘닉스파크 개장, 1997년 한국문화진흥 설립으로 문화상품권 사업 진출 등 사업영역을 확장해 왔다. 1999년 삼성그룹에서 보광그룹으로 계열분리되었으며, 2000년 휘닉스PDE 설립, 2002년 STS반도체통신 인수 등으로 디스플레이 및 반도체 사업에도 뛰어들었다. 그러나 2013년부터 그룹 내 유동성 위기로 인해 광고, 전자 계열사를 모두 매각하거나 청산하였고, 평창 휘닉스파크와 제주 휘닉스아일랜드를 보유한 그룹의 중심격인 (주)보광 마저 2016년 2월 중앙그룹에, 나머지는 BGF에 매각하였다. 중앙그룹에 매각된 (주)보광은 2016년에 (주)휘닉스중앙으로 사명이 변경되었고, 휘닉스 레저 브랜드 또한 리브랜딩되었다. 종속계열사로는 휘닉스 평창 운영 담당 (주)휘닉스중앙평창, 휘닉스 제주 섭지코지 운영 담당 (주)휘닉스중앙제주, 휘닉스 제주 섭지코지 식음부문 담당 (주)휘닉스중앙에프앤비가 있다. 현재 보광그룹은 사실상 와해되었고, 잔존했던 계열사들은 중앙그룹이나 BGF그룹으로 재편되었다.

## 연혁
- 1983년 10월 6일: 주식회사 보광 설립
- 1987년 12월: 자판기 운영사업 개시(벤딩사업부), TV브라운관 부품 공장 준공(Glass Rod - 제품사업부)
- 1989년 6월: 보광창업투자(주) 설립
- 1989년 10월: 편의점 사업 개시(CVS사업부)
- 1989년 11월: 다이아몬드 인조 원석 생산 개시
- 1989년 12월: 보광빌딩 준공
- 1994년 12월: CVS사업부 분할하여 (주)보광훼미리마트(현 BGF리테일) 설립
- 1995년 12월: 글라스타워 준공, 휘닉스파크 1차 준공
- 1996년 6월: 휘닉스파크 2차 준공
- 1996년 11월: (주)휘닉스커뮤니케이션즈 설립
- 1997년 11월 7일: 한국문화진흥 설립[1]
- 1997년 7월: 휘닉스파크 퍼블릭 골프클럽 오픈
- 1999년: 삼성그룹으로부터 보광그룹 분리
- 1999년 4월: 휘닉스파크 멤버십 골프클럽 오픈
- 2000년 1월: (주)보광훼미리마트 분사하여 (주)휘닉스벤딩서비스 설립
- 2000년 7월: (주)휘닉스PDE 설립
- 2002년 11월: STS반도체통신(주) 인수
- 2005년: (주)보광, 한화국토개발(주)(현 한화호텔앤드리조트(주))과 전략적 제휴 체결
- 2006년: 중앙일보로부터 보광그룹 분리[2]
- 2007년: 코아로직 인수
- 2008년 6월: 휘닉스아일랜드 및 휘닉스파크 블루캐니언 개장[3]
- 2012년 3월: 포스코와 합작으로 (주)포스코ESM 설립
- 2013년 12월: (주)휘닉스커뮤니케이션즈 사명 변경 ((주)휘닉스커뮤니케이션즈 → (주)휘닉스홀딩스)
- 2014년 1월 1일: (주)휘닉스커뮤니케이션즈 신규 설립
- 2014년 11월: YG엔터테인먼트에 (주)휘닉스홀딩스 매각
- 2015년 7월: STS반도체통신(주) 매각
- 2015년 10월: BK E&T 청산, 횡성 메가마트 계열사 이스턴웰스에 (주)휘닉스벤딩서비스 매각[4]
- 2016년 2월: 코아로직 매각, 중앙그룹과 BGF에 (주)보광 및 종속계열사 매각, 휘닉스파크에서 평창 동계올림픽 테스트 이벤트 진행
- 2016년 3월 28일: (주)보광 본사 이전 (서울특별시 강남구 대치동 → 서울특별시 중구 서소문동)
- 2016년 7월 27일: (주)보광이천 사명 변경 ((주)보광이천 → (주)사우스스프링스)
- 2016년 8월 7일: 휘닉스스프링스CC 리브랜딩 (휘닉스스프링스CC → 사우스스프링스CC)
- 2016년 11월: 휘닉스리조트 리브랜딩 (휘닉스리조트, 휘닉스파크, 휘닉스아일랜드 → 휘닉스 호텔앤드리조트, 휘닉스 평창, 휘닉스 제주 섭지코지)
- 2017년 1월: (주)보광 및 종속계열사 사명 변경 ((주)보광, (주)보광휘닉스파크, (주)보광제주, (주)휘닉스에프앤비 → (주)휘닉스중앙, (주)휘닉스중앙평창, (주)휘닉스중앙제주, (주)휘닉스중앙에프앤비)
- 2018년 2월: 휘닉스 스노우파크에서 2018 평창동계올림픽 개최